# Diskografie Falca
Diskografie Falca, rakouského zpěváka, obsahuje jeho vydané nahrávky, filmografii a příslušnou literaturu.
Nejvýznamnějším obdobím jeho kariéry byla 80. a 90. léta 20. století. Stal se prvním německy zpívajícím umělcem, který dosáhl na první místo v US-Billboard-Charts. Za jeho života bylo prodáno přibližně 60 milionů nosičů.
Vlastní jméno zpěváka bylo Johann Hölzel.

## Alba

### Studiová alba
| Rok  | Název                            | Pořadí v hitparádě | Pořadí v hitparádě | Pořadí v hitparádě | Pořadí v hitparádě | Pořadí v hitparádě |
| Rok  | Název                            | AT                 | DE                 | CH                 | UK                 | US                 |
| ---- | -------------------------------- | ------------------ | ------------------ | ------------------ | ------------------ | ------------------ |
| 1982 | Einzelhaft                       | 1                  | 19                 | -                  | -                  | 64                 |
| 1984 | Junge Roemer                     | 1                  | -                  | -                  | -                  | -                  |
| 1985 | Falco 3                          |                    | 2                  | 1                  | 32                 | 3                  |
| 1986 | Emotional                        | 1                  | 1                  | 5                  | -                  | -                  |
| 1988 | Wiener Blut                      | 2                  | 9                  | 12                 | -                  | -                  |
| 1990 | Data de Groove                   | 11                 | -                  | -                  | -                  | -                  |
| 1992 | Nachtflug                        | 1                  | 73                 | -                  | -                  | -                  |
| 1998 | Out of the Dark (Into the Light) | 1                  | 3                  | 4                  | -                  | -                  |
| 1999 | Verdammt wir leben noch          | 3                  | 35                 | -                  | -                  | -                  |
| 2009 | The Spirit Never Dies            | 1                  | 3                  | 33                 | -                  | -                  |

### Koncertní alba
| Rok  | Název        | Pořadí v hitparádě | Pořadí v hitparádě | Pořadí v hitparádě | Pořadí v hitparádě | Pořadí v hitparádě |
| Rok  | Název        | AT                 | DE                 | CH                 | UK                 | US                 |
| ---- | ------------ | ------------------ | ------------------ | ------------------ | ------------------ | ------------------ |
| 1999 | Live Forever | 34                 | -                  | -                  | -                  | -                  |

### Kompilační alba
| Rok  | Název                                    | Pořadí v hitparádě | Pořadí v hitparádě | Pořadí v hitparádě | Pořadí v hitparádě | Pořadí v hitparádě |
| Rok  | Název                                    | AT                 | DE                 | CH                 | UK                 | US                 |
| ---- | ---------------------------------------- | ------------------ | ------------------ | ------------------ | ------------------ | ------------------ |
| 1991 | The Remix Hit Collection                 | -                  | 51                 | -                  | -                  | -                  |
| 1996 | Greatest Hits                            | 2                  | -                  | -                  | -                  | -                  |
| 1997 | Greatest Hits Vol. II                    | 8                  | -                  | -                  | -                  | -                  |
| 1998 | Best Of                                  | 7                  | -                  | -                  | -                  | -                  |
| 1998 | The Hit-Singles                          | -                  | 7                  | -                  | -                  | -                  |
| 1999 | The Final Curtain - The Ultimate Best Of | 1                  | 2                  | 6                  | -                  | -                  |
| 2007 | Hoch wie nie                             | 1                  | 2                  | 5                  | -                  | -                  |
| 2007 | Einzelhaft (25th Anniversary Edition)    | 22                 | -                  | -                  | -                  | -                  |
| 2008 | Symphonic                                | 1                  | 15                 | 34                 | -                  | -                  |
| 2008 | The Ultimate Collection                  | -                  | -                  | -                  | -                  | -                  |

Následující kompilace jsou také řazeny k nahrávkám Best of.
- FALCO (1984)
- Golden Stars (1990)
- Rock Me Amadeus (1991)
- Amadeus (1994)
- Der Kommissar (1994)
- Meisterstücke (1995)
- Meine schönsten Erfolge (1996)
- The Remix-Album (1996)
- Golden Ballads (1998) [OMN 70159] - „OMEN Records under Exclusive Licence to WEAR Music World Club“
- Greatest Hits (1999)
- Falco Gold (1999)
- Zuviel Hitze (2000)
- Falco rides again (2000)
- Portrait (2000)
- Helden von Heute (2001)
- Austropop Kult (2004)
- Gold Award: Falco 3 (2006)
- Der Kommissar – Best Of (2007)
- Essential 1992–1998 (2008)
- Emotional/Live Forever (2008)

## Singly
| Rok  | Název                                        | Pořadí v hitparádě | Pořadí v hitparádě | Pořadí v hitparádě | Pořadí v hitparádě | Pořadí v hitparádě |
| Rok  | Název                                        | AT                 | DE                 | SWI                | UK                 | USA                |
| ---- | -------------------------------------------- | ------------------ | ------------------ | ------------------ | ------------------ | ------------------ |
| 1981 | That Scene                                   | -                  | -                  | -                  | -                  | -                  |
| 1981 | Der Kommissar                                | 1                  | 1                  | 2                  | -                  | 72                 |
| 1982 | Maschine brennt                              | 4                  | 10                 | -                  | -                  | -                  |
| 1982 | Auf der Flucht                               | -                  | -                  | -                  | -                  | -                  |
| 1984 | Junge Römer                                  | 8                  | -                  | 24                 | -                  | -                  |
| 1984 | Nur mit Dir                                  | -                  | -                  | -                  | -                  | -                  |
| 1984 | Kann es Liebe sein?                          | -                  | -                  | -                  | -                  | -                  |
| 1985 | Rock Me Amadeus                              | 1                  | 1                  | 2                  | 1                  | 1                  |
| 1985 | Vienna Calling                               | 3                  | 4                  | 7                  | 10                 | 18                 |
| 1985 | Jeanny, Part I                               | 1                  | 1                  | 1                  | 68                 | -                  |
| 1986 | The Sound of Musik                           | 4                  | 4                  | 11                 | 61                 | -                  |
| 1986 | Coming Home (Jeanny Part 2, ein Jahr danach) | 4                  | 1                  | 3                  | -                  | -                  |
| 1987 | Emotional                                    | -                  | 50                 | -                  | 85                 | -                  |
| 1987 | Body Next to Body                            | 6                  | 22                 | -                  | -                  | -                  |
| 1988 | Wiener Blut                                  | 4                  | 9                  | 24                 | -                  | -                  |
| 1988 | Satellite to Satellite                       | -                  | -                  | -                  | -                  | -                  |
| 1990 | Data De Groove                               | 12                 | -                  | -                  | -                  | -                  |
| 1990 | Charisma Kommando                            | -                  | -                  | -                  | -                  | -                  |
| 1992 | Nachtflug                                    | -                  | -                  | -                  | -                  | -                  |
| 1992 | Titanic                                      | 3                  | 47                 | -                  | -                  | -                  |
| 1992 | Dance Mephisto                               | 17                 | -                  | -                  | -                  | -                  |
| 1995 | Mutter, der Mann mit dem Koks ist da         | 3                  | 11                 | 30                 | -                  | -                  |
| 1996 | Naked                                        | 4                  | 50                 | -                  | -                  | -                  |
| 1998 | Out of the Dark                              | 2                  | 2                  | 3                  | -                  | -                  |
| 1998 | Egoist                                       | 6                  | 4                  | 19                 | -                  | -                  |
| 1998 | Der Kommissar                                | 39                 | -                  | -                  | -                  | -                  |
| 1999 | Push! Push!                                  | 9                  | 50                 | -                  | -                  | -                  |
| 1999 | Verdammt wir leben noch                      | 26                 | -                  | -                  | -                  | -                  |
| 1999 | Europa                                       | -                  | -                  | -                  | -                  | -                  |
| 2007 | Männer des Westens                           | 14                 | 55                 | -                  | -                  | -                  |
| 2007 | FALCOs 1. („Chance to Dance”/„Summer”)       | -                  | -                  | -                  | -                  | -                  |
| 2008 | Der Kommissar 2008                           | 49                 | -                  | -                  | -                  | -                  |
| 2008 | Die Königin von Eschnapur                    | -                  | -                  | -                  | -                  | -                  |
| 2009 | The Spirit Never Dies (Jeanny Final)         | 3                  | -                  | -                  | -                  | -                  |

### Promo singly
- Auf der Flucht jako „On the Run“ (1982, pouze ve formě US-Singlu)
- Zuviel Hitze (1982, promo singl pouze v Německu)
- Garbo (1988) (promo singl pouze ve Francii)
- Do It Again (1988, promo singl pouze v USA)
- Monarchy Now (1993, 12" promo pouze v Rakousku)

## Video alba

### VHS
- Rock Me Falco (1986)
- Hoch wie nie (1998)

### DVD
- Everything (DoRo 2000)
- L.I.V.E. Donauinsel (2004)
- Hoch wie nie (DoRo 2007, 2008)
- Symphonic (2008)
- Donauinsel Live (Neuauflage von 2004) (2008)
- Falco – Verdammt wir leben noch! (2008)

### Úplný seznam videonahrávek
- 1984: Helden von Heute – Die Falco-Show
- 1986: Rock me Falco (VHS, bylo vydáno pouze v USA)
- 1990: Data de Groove (VHS, Promo, bylo vydáno pouze v USA)
- 1992: Titanic – Video Edit (anglická verze)
- 1998: Hoch wie nie
- 1999: Everything
- 2004: FALCO L.I.V.E Donauinsel (Bonus: koncert Stadthalle Wien 1986)
- 2005: Chronicles 1 (Bonus Falco and Drahdiwaberl)
- 2006: PETER ALEXANDER - Herzlichen Glückwunsch / Folge 2, Die schönsten Show-Momente Folge 2 -"Wir gratulieren" Falco a P.Alexander)
- 2007: Hoch wie nie (DVD a CD), reedice z r. 1998 (bílý booklet)
- 2007: Weltberühmt in Österreich - 50 Jahre Austropop / deluxe edition (dokument s několika zpěvákovými vstupy)
- 2008: FALCO - Symphonic / Promo
- 2008: Symphonic (Live koncert Wiener Neustadt 1994, DVD a CD) včetně Falco liest Beat und anderes a Making of - Reconstructing Falco Symphonic
- 2008: Symphonic / Limitierte Kronen Zeitung Spezialausgabe – speciální příloha deníku Kronen Zeiutung
- 2008: Hoch wie nie Ltd. (z 1.2.2008, černý booklet)
- 2008: Der echte FALCO / Limitovaná edice, vyšlo pouze v Rakousku (příloha deníku Österreich)
- 2008: Der echte FALCO - in his own words (Special Ltd Edition)
- 2008: FALCO L.i.v.e Donauinsel Anniversary Edition - Presse information – PROMO (včetně audio DVD, Bonusy: Falco & Band On Tour 1993/94, Falco 50 feat. Hansi Lang – Nachtflug)
- 2009: FALCO L.i.v.e Donauinsel (Bonusy: Falco & Band On Tour 1993/94, Falco 50 feat. Hansi Lang –Nachtflug, zelený obal)

### Falco ve filmu
V 80. letech se objevil na filmovém plátně jako herec ve snímcích Formel Eins – Der Film a Geld oder Leber, kde si po boku Mika Krügera zahrál sám sebe. Kromě toho v roce 1981 ztvárnil postavu zpěváka v jednom díle rakouské krimisérie Kottan ermittelt.

### Zfilmování životopisu
Jeho život byl zfilmován v roce 2008 režisérem Thomasem Rothem. Český název filmu zní Falco, v originále pak Falco – Verdammt, wir leben noch!. Do kin byl uveden 7. února 2008. Hlavní roli Falca ztvárnil rakouský herec a zpěvák skupiny Mondscheiner Manuel Rubey.

## Ocenění
- 1982: Goldene Europa, umělec roku
- 1985: Bravo Otto, nejlepší zpěvák
- 1986: Bravo Otto, nejlepší zpěvák, Goldene Europa, umělec roku, Bambi, Pop Amadeus
- 1999: Echo, za celoživotní dílo
- 2000: Amadeus Austrian Music Award, za celoživotní dílo a národní pop/rockový umělec
- 2004: Zvolen na 1. místě mezi 50 nejvýznamnějšími Rakušany za posledních 50 let, ve čtenářské anketě deníku Kurier
- 2005: Amadeus Austrian Music Award, DVD roku – „Live Donauinsel + Stadthalle Wien“
- 2007: Amadeus Austrian Music Award, DVD roku – „Hoch wie nie“